# Studia Wczesnośredniowieczne
Studia Wczesnośredniowieczne = Issledovaniâ po Istorii Drevnej Pol'ši = Études du Haut Hoyen – Âge Polonais. Studia, materiały, sprawozdania – rocznik wydawany przez Instytut Historii Kultury Materialnej Polskiej Akademii Nauk. Ukazywał się w latach 1952–1962. Publikowano się w nim prace dotyczące historii, archeologii, kultury materialnej, dziejów chrześcijaństwa, metrologii, paleografii okresu średniowiecza w Europie Środkowej. Redaktorem naczelnym byli m.in. Jadwiga Lekczyńska, Aleksander Gieysztor.